# Toesjeti

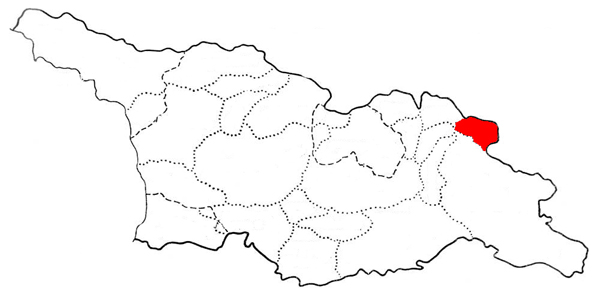
Historische regio Toesjeti in Georgië

Toesjeti (Georgisch: თუშეთი) is een historische regio in het noordoosten van Georgië en is vrijwel geheel onderdeel van het Nationaal park Toesjeti.
Het gebied ligt ten noorden van de waterscheiding van de Grote Kaukasus en ligt daarmee geografisch in Europa. Het wordt in het noorden en oosten begrensd door de Russische deelrepublieken Tsjetsjenië en Dagestan, in het westen door de Georgische historische regio's Psjavi en Chevsoeretië en in het zuiden door Kacheti. Het gebied hoort bestuurlijk geheel bij de gemeente Achmeta van de moderne regio (mchare) Kacheti. Toesjeti is met de auto alleen via de 2926 meter hoge Abanopas vanuit Kacheti te bereiken. 
De belangrijkste plaats in Toesjeti is Omalo. Enkele andere nederzettingen zijn Dartlo en Sjenako. De bevolking van het gebied bestaat voornamelijk uit Toesjeten, een etnische subgroep van de Georgiërs.

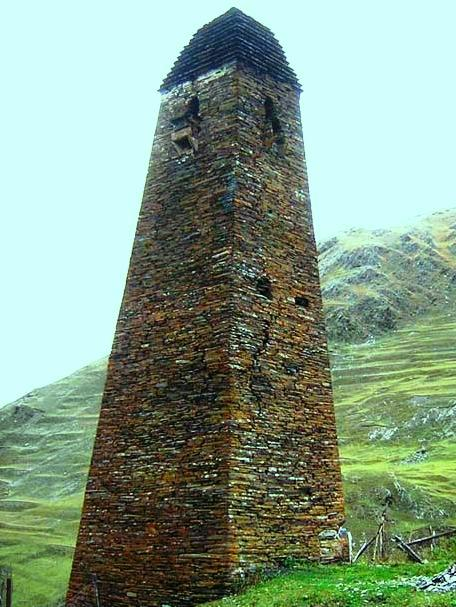
Toren in Toesjeti

Chevi · Chevsoeretië · Ertso-Tianeti · Goedamakari · Hereti · Kartli · Koecheti · Letsjchoemi · Mingrelië · Mtioeleti · Psjavi · Ratsja · Svanetië · Tao-Klardzjeti · Toesjeti · Trialeti